# 26169 Ishikawakiyoshi
26169 Ishikawakiyoshi è un asteroide della fascia principale. Scoperto nel 1995, presenta un'orbita caratterizzata da un semiasse maggiore pari a 2,2707118 UA e da un'eccentricità di 0,0656254, inclinata di 5,70383° rispetto all'eclittica.